# 다야마역
다야마역(일본어: 田山駅)은 일본 이와테현 하치만타이시에 위치한 동일본 여객철도 하나와 선의 철도역이다. 단선 승강장 1면 1선의 구조를 갖춘 지상역이다.

## 역 주변
- 국도 제282호선
- 도호쿠 자동차도
- 다야마 스키장
- 요네시로 강

## 역사
- 1929년 10월 25일 : 철도성의 역으로서 니노헤 군 다무라 촌에 개업.
- 1986년 11월 1일 : 교환 설비 철거. 다야마 역장 폐지, 아라야신마치 역장 관리하에 함.
- 1987년 4월 1일 : 일본국유철도 분할 민영화에 의해, 동일본 여객철도가 승계.
- 1999년 12월 4일 : 아라야신마치 역의 업무위탁화에 의해 역원 파견폐지, 무인화. 오부케 역장 관리하에 함.

## 인접 역
| 동일본 여객철도 하나와 선 | 동일본 여객철도 하나와 선 | 동일본 여객철도 하나와 선 |
| ------------------------- | ------------------------- | ------------------------- |
| 요코마 고마 방면          | ■ 하나와 선               | 아니하타 오다테 방면      |